# 메흐디 제판
메흐디 엠바레크 제판(아랍어: مهدي إمبارك زفان, 프랑스어: Mehdi Embareck Zeffane, 1992년 5월 19일 ~ )은 리그 2 클럽 클레르몽에서 뛰고 있는 알제리의 프로 축구 선수이다. 주로 라이트백이지만 레프트 윙어와 레프트 미드필더로 활약했다. 프랑스에서 태어난 그는 2014년부터 2021년까지 알제리 국가대표팀에서 뛰었다.

## 구단 경력
리옹 광역시의 코뮌인 생트푸아레리옹에서 태어난 제판은 2010년 8월 21일, 스타드 루이 생귀에서 열린 RCO 아그데와의 경기에서 90분 내내 경기를 치렀고, 리옹 B는 1-0으로 패했다. 이듬해 시즌 8월 13일, 스타드 아르망 슈페에서 열린 FC 빌프랑슈와의 경기에서 54분에 골망을 갈랐고, 이 골은 빌프랑슈를 상대로 6-0으로 패한 리옹 B의 마지막 골로 밝혀졌다.
2015년 8월, 제판은 리그 1 클럽인 스렌과 4년 계약을 체결하며 리그 1에 합류했다. 2015년 8월 22일, 그는 전 소속팀인 리옹과의 원정 경기에서 결승골을 터뜨리며 2-1로 승리했다.
2020년 1월 30일, 제판은 러시아 프리미어리그 클럽 크릴리야 소베토프 사마라와 2년 계약을 체결했다.
2022년 1월 14일, 그는 쉬페르리그의 예니 말라티아스포르와 1년 6개월 계약으로 합류했으며, 1년 더 연장할 수 있는 옵션이 있었다. 그는 클럽이 자신의 연봉과 팀 동료들의 연봉을 소화하지 못하자 4월에 계약 해지에 동의했다. 예니 말라티아스포르가 리그 최하위를 기록하는 동안 그는 9경기에 출전했다.
2022년 6월 15일, 제판은 프랑스로 돌아와 클레르몽과 2년 계약을 체결하고 3년째 옵션을 제공했다.

## 국가대표팀 경력
알제리 부모님 사이에서 프랑스에서 태어난 제판은 처음에 프랑스 또는 알제리 국가대표로 출전할 자격이 있었다. 2014년 8월, 그는 신임 알제리 감독 크리스티앙 구르퀴프에 의해 에티오피아와 말리와의 2015년 아프리카 네이션스컵 예선에 31명으로 구성된 임시 국가대표팀에 이름을 올렸다. 열흘 후, 그는 경기 최종 국가대표팀에 포함되었다.
2019년 7월 19일, 자멜 벨마디 감독 아래 열린 2019년 아프리카 네이션스컵에서 우승했다.